# Кубок Південної Кореї з футболу 2021
Кубок Південної Кореї з футболу 2021 — 26-й розіграш головного кубкового футбольного турніру у Південній Кореї. Титул володаря кубка вчетверте здобув Чоннам Дрегонз.

## Календар
| Раунд        | Дата                        | Матчі | Клуби   |
| ------------ | --------------------------- | ----- | ------- |
| Перший раунд | 6-7 березня 2021            | 15    | 59 → 44 |
| Другий раунд | 27-28 березня 2021          | 16    | 44 → 28 |
| Третій раунд | 14 квітня 2021              | 12    | 28 → 16 |
| 1/8 фіналу   | 26 травня 2021              | 8     | 16 → 8  |
| 1/4 фіналу   | 11 серпня 2021              | 4     | 8 → 4   |
| 1/2 фіналу   | 27 жовтня 2021              | 2     | 4 → 2   |
| Фінал        | 24 листопада/11 грудня 2021 | 2     | 2 → 1   |

## 1/8 фіналу
| Команда 1                          | Рахунок       | Команда 2          |
| ---------------------------------- | ------------- | ------------------ |
| 26 травня 2021                     |               |                    |
| Чонбук Хьонде Моторс               | 0:0 пен. 9:10 | Янджу Сітізен (3)  |
| Сувон Самсунг Блювінгз             | 0:0 пен. 4:2  | Анян (2)           |
| Тегу                               | 2:0           | Кімхе Сіті (3)     |
| Кімчхон Санму (2)                  | 3:2 дч        | Соннам             |
| Чоннам Асан (2)                    | 1:3           | Пхохан Стілерс     |
| Канвон                             | 2:0           | Сеул Е-Ленд (2)    |
| Ульсан Хьонде                      | 3:0           | Кьоннам (2)        |
| Пусан Транспоррейшн Корпорейшн (3) | 2:2 пен. 3:5  | Чоннам Дрегонз (2) |

## 1/4 фіналу
| Команда 1          | Рахунок | Команда 2              |
| ------------------ | ------- | ---------------------- |
| 11 серпня 2021     |         |                        |
| Тегу               | 2:1     | Кімчхон Санму (2)      |
| Чоннам Дрегонз (2) | 1:0     | Пхохан Стілерс         |
| Канвон             | 2:0     | Сувон Самсунг Блювінгз |
| Ульсан Хьонде      | 2:0     | Янджу Сітізен (3)      |

## 1/2 фіналу
| Команда 1      | Рахунок | Команда 2          |
| -------------- | ------- | ------------------ |
| 27 жовтня 2021 |         |                    |
| Канвон         | 0:1     | Тегу               |
| Ульсан Хьонде  | 1:2     | Чоннам Дрегонз (2) |

## Фінал
| Команда 1                   | Заг.    | Команда 2 | 1-й матч | 2-й матч |
| --------------------------- | ------- | --------- | -------- | -------- |
| 24 листопада/11 грудня 2021 |         |           |          |          |
| Чоннам Дрегонз (2)          | 4:4 (ч) | Тегу      | 0:1      | 4:3      |

### Перший матч
| 24 листопада 2021 13:00 (EEST) |

| Чоннам Дрегонз (2) | 0:1      | Тегу             |
| ------------------ | -------- | ---------------- |
|                    | Протокол | Ламас 26' (пен.) |

| Місцевий стадіон, Кван'ян Глядачів: 4 503 Арбітр: Пйон Чин Пак |

### Повторний матч
| 11 грудня 2021 05:30 (EEST) |

| Тегу                             | 3:4      | Чоннам Дрегонз (2)                                       |
| -------------------------------- | -------- | -------------------------------------------------------- |
| Сезінья 41' Едгар 51' Цубаса 67' | Протокол | Пак Чан Юн 38' Ко Тхе Вон 45+1' Зотєєв 56' Чон Че Хі 83' |

| ДБГ Тегу Банк Парк, Тегу Глядачів: 9 016 Арбітр: Чон Хйок Кім |